# La provincia addormentata
La provincia addormentata è una raccolta di racconti di Michele Prisco, pubblicata nel 1949. Si tratta dell'opera di esordio di questo scrittore.
Al Premio Strega, ha ottenuto la medaglia d'oro per esordienti.

## Contenuto
Nell'edizione del 1969 de La provincia addormentata, riveduta e ampliata, sono presenti dieci racconti:
- La sorella gialla
- Gli uccelli notturni
- I morti moriranno
- Il capriolo ferito
- Le segrete consegne
- Fuochi nella sera
- Viaggio all'isola
- Santa Locusta
- Donna in poltrona
- L'altalena

Rispetto alla prima edizione del 1949, sono stati aggiunti Il capriolo ferito e Le segrete consegne. Altri racconti sono stati ampliati.
Come scrive l'autore, i racconti aggiunti sono coevi di quelli dell'edizione 1949, solo, allungavano un po' il periodo della realizzazione, portando leggermente più indietro l'inizio di quest'opera.
In netto contrasto con l'ambiente bucolico e le dimore opulente, in quasi ogni racconto c'è lo svelamento di morti volute, procurate, o anche solo desiderate, ma ben radicate nelle coscienze dei protagonisti.
Il vivere passivo e conforme a regole civili e affettuose cela nodi esistenziali complessi, incentrati sulle più varie ragioni, dall'attaccamento maniaco e cieco per persone o cose, alla diversità di amore che ci si comunica.
Poi, ogni dramma trova la sua ricomposizione, come se l'aria afosa o nebbiosa di questa provincia avesse il potere di riportare i cuori a rassegnarsi, a riassorbire il male fatto e ricevuto. Ma, poiché non si dimentica e solo ci si abitua, sul dramma compiuto cade il silenzio: non taceranno i grilli o la civetta, non smetterà di soffiare il vento tra le cime degli alberi, ma il pianoforte, come le conversazioni e le risate, resterà nel ricordo.

## Edizioni
- La provincia addormentata, Milano, Rizzoli, 1949.
- La provincia addormentata, ed. accresciuta con intr. di Giuseppe Petrocchi, Milano, Rizzoli, 1969.